# The Gits
I The Gits erano una punk/grunge band attiva principalmente a Seattle nel periodo che va dal 1986 al 1993, anno in cui la cantante Mia Zapata venne stuprata e assassinata; un crimine che rimase irrisolto per undici anni.
I The Gits si formarono nel 1986 a Yellow Springs, nell'Ohio. Inizialmente la band si faceva chiamare Snivelling Little Rat Faced Gits ma più tardi decisero di accorciare il nome semplicemente in The Gits. Nel 1988 registrarono l'album non ufficiale Private Lubs (che nel 1996 verrà rimasterizzato col titolo Kings and Queens) e successivamente si trasferirono a Seattle, città nella quale conquistarono un nutrito e fedele seguito.
Dopo la pubblicazione dei primi singoli Precious Blood (1990), Second Skin e Spear And Magic Helmet (1991) che catalizzarono una discreta attenzione, nel 1992 la band pubblicò per la C/Z Records il primo album Frenching the Bully che, grazie anche alle ottime performance live ed alla carismatica personalità di Zapata sul palco, ottenne ottimi consensi. I The Gits sembravano destinati a una carriera in continua ascesa con tournée che li portarono anche in Europa.
Prima di poter terminare la lavorazione del successivo disco Enter: The Conquering Chicken, la notte del 7 luglio 1993 Mia Zapata venne brutalmente stuprata e assassinata mentre stava rincasando.
Il caso provocò enorme scalpore in tutta Seattle, numerosi artisti e amici si mobilitarono. La batterista Valerie Agnew del gruppo 7 Year Bitch fondò, assieme a Stavey Westcott, l'organizzazione Home Alive per sensibilizzare e raccogliere fondi a favore dell'auto-difesa. Home Alive ha anche distribuito un CD, The Art Of Self Defence, che includeva brani dei the Gits oltre che di artisti come Nirvana, Pearl Jam e molti altri. Nel 1996 Joan Jett registrò, assieme ai restanti membri dei The Gits, il disco Evil Stig che includeva diverso materiale di Zapata.
Nonostante tutti i tentativi della polizia di Seattle per trovare il colpevole dell'omicidio, per un lungo periodo le investigazioni non portarono a nulla; finché, dopo 7 anni, si è potuto risalire all'omicida grazie ad una prova del DNA. Si trattava di un pescatore americano di origini cubane, Jesus Mezquia. Nel 2004 una giuria ha condannato Mezquia a 36 anni di prigione per l'omicidio.

## Formazione
- Mia Zapata - voce
- Joe Spleen - chitarra
- Steve Moriarty -  batteria
- Matt Dresdner - basso

## Discografia

### Album studio
- 1992 - Frenching the Bully (C/Z Records).
- 1994 - Enter: The Conquering Chicken (C/Z Records).
- 1996 - Kings & Queens (Broken Rekids).
- 2000 - Seafish Louisville (Broken Rekids).
- 2003 - Frenching The Bully (ristampa) (Broken Rekids).
- 2003 - Enter: The Conquering Chicken (ristampa) (Broken Rekids).

### Singoli
- Precious Blood (Big Flaming Ego Records), (1990).
- Second Skin (Broken Rekids), (1991).
- Spear And Magic Helmet (Empty Records), (1991).

### Compilation
- "Guilt Within Your Head," "Social Love (Live)" contenute in Home Alive: The Art Of Self-Defense (Epic Records), (1996).